# Jornada (PDA)
 (avril 2024).
Si vous disposez d'ouvrages ou d'articles de référence ou si vous connaissez des sites web de qualité traitant du thème abordé ici, merci de compléter l'article en donnant les références utiles à sa vérifiabilité et en les liant à la section « Notes et références ».
Pour les articles homonymes, voir Jornada.
Le Jornada était une ligne d'assistants personnels ou PDA créée par Hewlett-Packard (HP). Le Jornada était une grande ligne de produits qui incluait des PC de poches ou Handheld PCs et des PDA. Le premier modèle était le 820, qui sortit en 1998, et le dernier modèle était le 928, sortit en 2002 quand Compaq et HP fusionnèrent. La ligne Jornada fut remplacée par les populaires iPAQ. Tous les modèles de Jornada fonctionnaient sous Windows CE.

## Modèles

### PC de poches

#### Jornada 820
Le Jornada 820 était sorti en 1998 par Hewlett-Packard. C'est le premier modèle de la ligne Jornada. Il utilisait le système d'exploitation Microsoft Windows CE 2.11. Il possédait 16 Mo de ram partagé avec le stockage de fichier et le processeur. Par défaut le partage était divisé en deux. Cette configuration pouvait être modifiée par l'usager. Il était possible d'ajouter 16 Mo de mémoire en option. Nous retrouvions un port USB, un modem intégré, une sortie VGA, une fente PCMCIA, une fente CardFlash de type II et un port infrarouge. Il était aussi possible d'ajouter en option un port série ou parallèle à l'aide de câble propriétaire via un connecteur spécial. Le type de processeur était un StrongArm SA-1100 cadencé à 190 MHz. La définition d'écran était de 640 par 480 pixels. L'écran LCD passif pouvait afficher simultanément 256 couleurs. L'autonomie était d'environ 10 heures et pouvait être augmenté à 15 heures avec une batterie vendue en option.

#### Jornada 820e
Le Jornada 820e était identique au Jornada 820, sauf qu'il lui manquait le modem 56 kb/s intégré.

#### Jornada 690

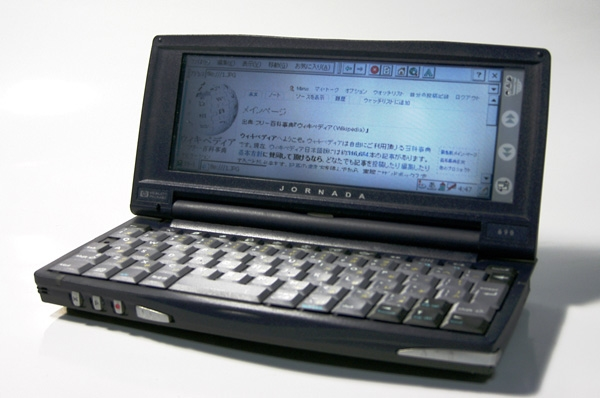
Jornada 690

#### Jornada 680e
Le Jornada 680e était identique au Jornada 680, sauf qu'il lui manquait le modem 56 kb/s intégré.

#### Jornada 690e
Le Jornada 690e était identique au Jornada 690, sauf qu'il lui manquait le modem 56 kb/s intégré.

#### Jornada 720

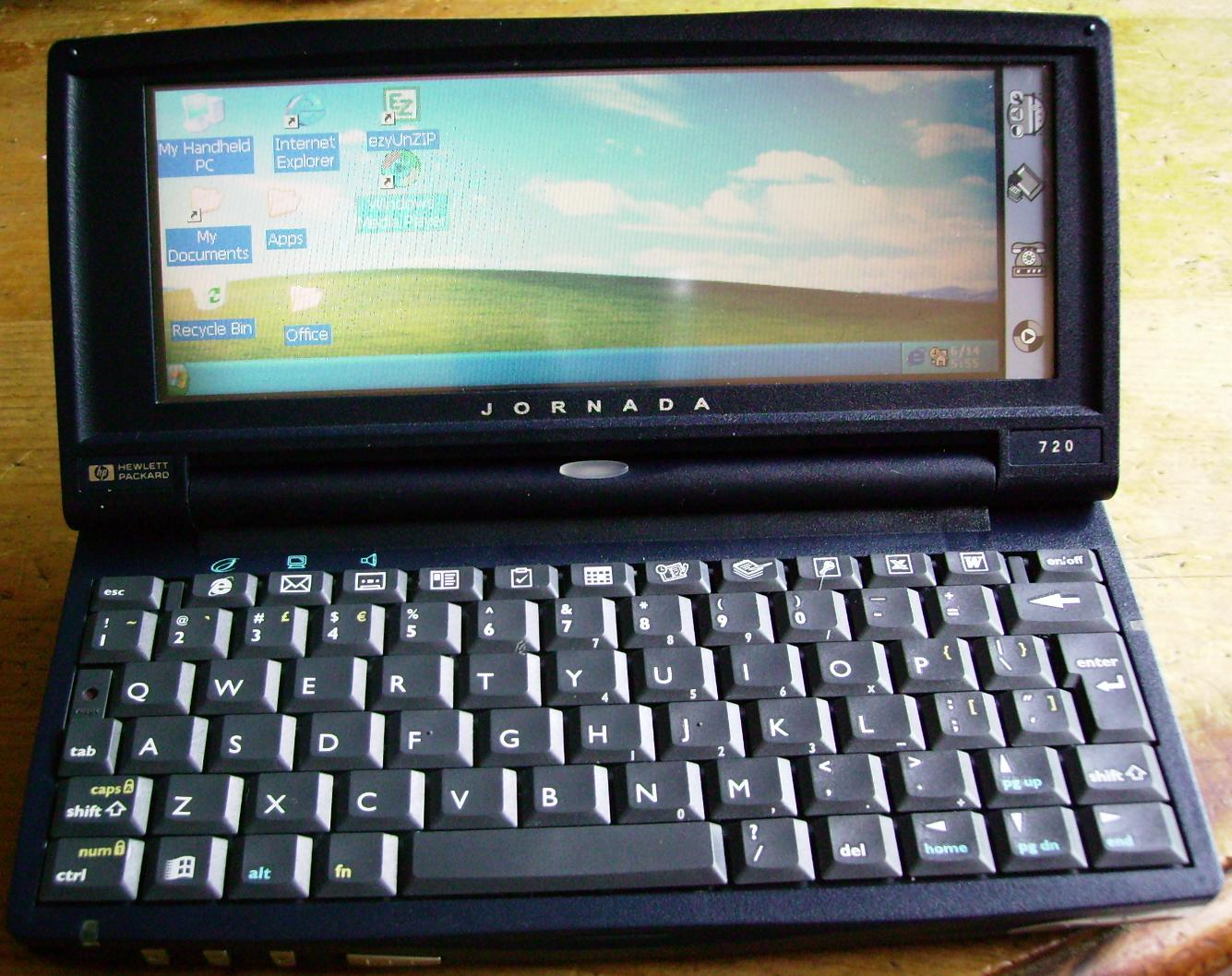
Un HP Jornada 720 utilisant Gigabar pour lui donner un style Windows XP

Le Jornada 720 est sorti en 2000. Il incluait 32 Mo de RAM, un port Compact Flash, un port PC Card, un port smartcard, un modem 56k, un écran LCD en 640 x 240 16 bits, un processeur StrongARM 206 MHz. Il tournait sous HPC2000, une version de Windows CE 3.00 pour Handheld PCs. Le Jornada 728, sortit plus tard, avait les mêmes spécifications, sauf qu'il incluait 64 Mo de RAM au lieu de 32.

#### Jornada 710
Le Jornada 710, sorti en 2001, était identique au Jornada 720, sauf qu'il lui manquait le modem 56 kb/s intégré.

#### Jornada 728
Le Jornada 728 est sorti en 2002. Le seul changement par rapport au Jornada 720 est le doublement de la RAM (passant de 32 Mo à 64 Mo), une meilleure batterie, et un boîtier aux couleurs grises et bleus, lui donnant un look différent du Jornada 710 et 720. Le Jornada 728 fut le dernier Handheld PC produit par HP.